# Lukas Müllauer
Lukas Müllauer (Sankt Johann in Tirol, 3 luglio 1997) è uno sciatore freestyle austriaco, specializzato in slopestyle, big air e halfpipe.

## Biografia
Originario di Sankt Johann in Tirol e attivo a livello internazionale dal gennaio 2014, Lukas Müllauer ha debuttato in Coppa del Mondo il 27 febbraio 2015, giungendo 36º nello slopestyle di Park City. Il 16 marzo 2019 ha ottenuto il suo primo podio, nonché la sua prima vittoria, nel massimo circuito, imponendosi nel big air di Québec.
In carriera ha preso parte a una edizione dei Giochi olimpici invernali e non ha mai debuttato ai Campionati mondiali di freestyle.

## Palmarès

### Mondiali
- 1 medaglia:
  - 1 argento (big air a Bakuriani 2023)

### Coppa del Mondo
- Miglior piazzamento nella Coppa del Mondo generale di freestyle: 52º nel 2022
- 2 podi:
  - 1 vittoria
  - 1 secondo posto

#### Coppa del Mondo - vittorie
| Data          | Luogo  | Paese  | Disciplina |
| ------------- | ------ | ------ | ---------- |
| 16 marzo 2019 | Québec | Canada | BA         |

Legenda:

BA = big air